# Ак (Тива)
Сільське поселення (сумон) Кизил-Мажалик входить до складу Барун-Хемчицького кожууна Республіки Тива Російської Федерації

## Населення
Населення сумона станом на 1 січня року
| Рік    | 2011 | 2012 | 2013 | 2014 | 2015 |
| ------ | ---- | ---- | ---- | ---- | ---- |
| Насел. | 806  | 796  | 1334 | 794  | 795  |